# Herb gminy Chojnice
Herb gminy Chojnice – symbol gminy Chojnice, ustanowiony 29 listopada 1995.

## Wygląd i symbolika
Herb ma formę tarczy, podzielonej w szachownicę na cztery części. Elementy po lewej stronie mają koloru (od góry): zielony i żółty, natomiast po prawej stronie - biały i niebieskim. Na białym polu umieszczono elementy z herbu Chojnic. Barwy herbu mają swoją symbolikę. Kolor zielony nawiązuje do lasów gminnych i ekologii, żółty przypomina o polach i rolnictwie, natomiast niebieski – o jeziorach i rzekach.